# ああ、不実なる人よ

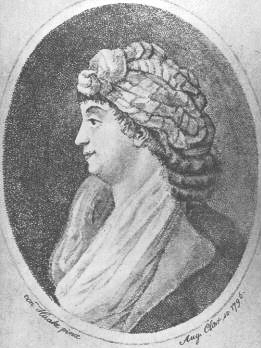
本作の初演を歌ったのと同じ1796年に描かれたヨーゼファ・ドゥシェック。

『ああ、不実なる人よ』（イタリア語: Ah! perfid） 作品65は、ルートヴィヒ・ヴァン・ベートーヴェンが作曲したソプラノと管弦楽のための演奏会用アリア。ハ長調のレチタティーヴォで開始するドラマティックな劇唱は、ピエトロ・メタスタージオの『シーロのアキレス』から採られている。アリア「Per pietà, non dirmi addio」は変ホ長調で書かれており、歌詞の作者は未詳である。

## 概要
本作は1796年11月21日にライプツィヒのアム・ランシュテッター・トア劇場において、ヨーゼファ・ドゥシェックのソプラノ独唱で初演された。ドゥシェックはプラハ在住のモーツァルトの友人のひとりであった。彼女はこの作品について献呈に関して述べるのではなく「ドゥシェック夫人のためにベートーヴェンが作曲したイタリア語の劇唱」と宣伝しているが、おそらく関心を引くことを狙ったものと思われる。写譜職人による現存する唯一の手稿譜には「クラリ伯爵夫人」（Signora Comtessa di Clari）、すなわちクラリ＝アルドリンゲン伯爵夫人ヨゼフィーネへの献辞が掲げられている。
1808年12月22日の演奏会ではもうひとつの特筆すべき演奏が行われた。この演奏会では作曲者の交響曲第5番、第6番が初演された他、ミサ曲 ハ長調の抜粋などが演奏された。歌い手は当時17歳のヨゼフィーネ・シュルツ＝キリツキーで、キャンセルが発生したため急遽代役として舞台に立つことになった。彼女はヴァイオリニストのイグナーツ・シュパンツィヒの義妹であった。賛否の分かれた彼女の歌唱は、ベートーヴェンが修正を入れた草稿に基づいて行われた可能性がある。ここでの版は初版とは異なっているが、いずれもベートーヴェンが正式に認めたものであるため編集者たちは問題を抱えることになっている。
初版譜は1805年にライプツィヒで、フランツ・アントン・ホフマイスターとアンブロジウス・キューネルのBureau de Musique Hoffmeister & Kühnelから作品番号なしで出版された。同様にベートーヴェンの初期作品の多くは作品番号を持たなかった。1819年にライプツィヒのホフマイスターが再版に際して作品番号46を与えた。1819年にウィーンのアルタリアは、ベートーヴェンのピアノソナタ第29番を作品目録付きで刊行するにあたり、どういうわけか欠番となっていた作品番号65をこの作品に割り当てた。こうした経緯で作品65となっているが、作曲年代順に並べるのであれば本作は作品5から10のあたりに該当する作品である。ブライトコプフ・ウント・ヘルテルは作品全集である『ルートヴィヒ・ヴァン・ベートーヴェン作品』シリーズの一環として1862年に本作を出版している。

## 歌詞
詞の前半では相手の男の酷い裏切りに怒りを露わにするが、後半ではその相手を愛していること、自分に憐れみを向けてもらえない嘆きが歌われる。
Ah! perfido, spergiuro,

barbaro traditor, tu parti?

e son questi gl'ultimi tuoi congedi?

ove s'intese tirannia più crudel?

Va, scelerato! va, pur fuggi da me,

l'ira de' Numi non fuggirai!

Se v'è giustizia in Ciel, se v'è pietà,

congiureranno a gara tutti a punirti!

Ombra seguace! presente, ovunque vai,

vedrò le mie vendette;

io già le godo immaginando;

i fulmini ti veggo già balenar d'intorno.

Ah no! ah no! fermate, vindici Dei!

risparmiate quel cor, ferite il mio!

s'ei non è più qual era son'io qual fui,

per lui vivea, voglio morir per lui!

Per pietà, non dirmi addio,

di te priva che farò?

tu lo sai, bell'idol mio!

io d'affanno morirò.

Ah crudel! tu vuoi ch'io mora!

tu non hai pietà di me?

perchè rendi a chi t'adora

così barbara mercè?

Dite voi, se in tanto affanno

non son degna di pietà?